# The Lodge (pel·lícula)
The Lodge és una pel·lícula de terror psicológic del 2019 dirigida per Veronika Franz i Severin Fiala, escrita per Franz, Fiala, i Sergio Casci, i protagonitzada per Riley Keough, Jaeden Martell, Lia McHugh, Alicia Silverstone, i Richard Armitage. La seva trama segueix a una futura madrastra que, sola amb els dos fills del seu promès, queda encallada a la seva casa rural durant el Nadal. Allà, ella i els nens viuen una sèrie d'esdeveniments inexplicables que semblen estar connectats amb el seu passat.
El projecte es va anunciar l'octubre de 2017, amb Riley Keough unint-se al repartiment de la pel·lícula i Franz i Fiala dirigint a partir d'un guió que van escriure al costat de Sergio Casci. Gran part del repartiment es va unir aquell febrer de 2018 i la fotografia principal va començar el març de 2018 i va acabar aquell mateix mes.
Es va estrenar al Festival de Cinema de Sundance el 25 de gener de 2019 i inicialment estava previst que Neon s’estrenés als Estats Units el novembre de 2019. Tanmateix, Neon va avançar el seu llançament fins a l'any següent. La pel·lícula va rebre una estrena limitada als Estats Units el 7 de febrer de 2020, que es va expandir el 21 de febrer. La pel·lícula va rebre crítiques generalment positives de la crítica, i molts van elogiar les actuacions, la direcció i el guió així com els elements de terror.

## Argument
Laura Hall es treu la vida després que el seu marit, Richard, l'informa que planeja casar-se amb Grace Marshall, una dona que va conèixer mentre investigava un llibre sobre un culte extremista. Criada en el culte, la Grace va ser l'única supervivent del seu suïcidi massiu, liderat pel seu pare. La mort de la Laura la devasta a ella i als fills d'en Richard, l'adolescent Aiden i la jove Mia.
Sis mesos després, en Richard anuncia que passaran el Nadal amb la Grace a l'alberg remot de la família a Massachusetts per conèixer-se. L'Aiden i la Mia descobreixen el passat de Grace, incloses imatges de vídeo del culte, que mostren els seguidors difunts vestits de seda morada amb cinta adhesiva a la boca llegint "pecat". A l'alberg, els nens actuen hostils cap a Grace i rebutgen els esforços per vincular-se amb ella, fins i tot després que Richard se'n va a la ciutat per una obligació laboral. El malestar de Grace es veu agreujat per l'abundància d'iconografia catòlica (incloent una reproducció de la Verge Anunciada d’Antonello da Messina) a la cabana, la qual cosa fa que tingui malsons amb el seu pare. Després de ser recriminada per haver-la vist dutxant-se, Aiden prepara a Grace una tassa de cacau i el grup mira una pel·lícula; durant el qual els germans decideixen utilitzar un escalfador de gas a l'interior i la Grace es pregunta si és segur.
Al matí, la Grace es desperta i descobreix que desapareixen les seves pertinences, com ara la roba, els medicaments psiquiàtrics i el gos, així com tots els aliments i decoracions de Nadal. El generador s'ha apagat, deixant tots els seus telèfons mòbils morts. La Grace sospita que els nens li han gastat una broma, però també troba les seves pertinences desaparegudes. Ella s'adona que els rellotges s'han avançat fins al 9 de gener. Aiden li diu a Grace que va somiar que l'escalfador de gas funcionava malament i que tots es van sufocar i expressa el temor que poguessin estar en el més enllà.
Durant els propers dies, la Grace sucumbeix a l'ansietat, la abstinència de medicaments, la fam i el fred. Comença el sonambulisme i és turmentada per visions i somnis inquietants, inclosa la veu recurrent del seu pare fent un sermó. Intenta caminar fins a la ciutat més propera, descobrint una cabana en forma de creu on veu el seu pare fent-li senyals. Finalment viatja en cercle, portant-la de nou a la cabana. Enterrada a la neu, descobreix una foto d'Aiden i Mia en un marc commemoratiu, i dins, troba els nens resant per un article de diari que detalla la mort de tots tres per intoxicació per monòxid de carboni el 22 de desembre de 2019. Aiden insisteix que estan al purgatori, i es penja a l'àtic com a prova que estan morts, només per sobreviure inexplicablement.
La Grace pateix un atac de nervis, que s'intensifica quan troba el seu gos mort congelat a l'exterior. Entra en un estat catatònic al porxo. Preocupats que pogués morir d'exposició, els nens finalment van admetre que l'havien estat fent llum de gas tot el temps, després d'haver-la drogat, amagat les seves possessions en un espai de rastreig, falsificat el penjament i reproduït enregistraments dels sermons del seu pare a través d'unaltaveu inalàmbric. Amb els seus propis telèfons morts per fi, els nens intenten sense èxit engegar el generador i portar-li a Grace la seva medicació, però la troben convençuda que estan al purgatori i han de fer la penitència per ser acceptats per Déu i ascendir al cel.
Aquella nit, els nens són testimonis de Grace autoflagel·lant-se cremant-se a la llar. S'amaguen a les golfes, però la Grace s'enfronta amb ells al matí, insistint que han de "sacrificar alguna cosa pel Senyor" i "alliberar-se dels ídols" abans de calar foc a la nina de la Mia. Richard torna per descobrir una Grace inconsolable sostenint el seu revòlver. En un intent de demostrar la seva creença que estan al purgatori, primer es dispara contra ella mateixa, però no es dispara cap bala. Convençuda que és un signe de la seva incapacitat de morir per estar en el més enllà, gira l'arma i obre foc contra Richard, disparant-li al cap i matant-lo. Aiden i Mia intenten fugir al cotxe, però es queden atrapats a la neu. Grace obliga els nens a tornar a l'alberg, on els asseu a la taula amb el cadàver del seu pare i canta Nearer, My God, to Thee. Enganxa cinta adhesiva que diu "pecat" sobre cadascuna dels les seves boques mentre una pistola carregada queda a la taula.

## Repartimentt
- Riley Keough com a Grace Marshall
  - Lola Reid com a jove Grace
- Jaeden Martell com a Aiden Hall
- Lia McHugh com a Mia Hall
- Richard Armitage com a Richard Hall
- Alicia Silverstone com a Laura Hall
- Danny Keough com Aaron Marshall[2]

## Producció

### Desenvolupament
El guió original de The Lodge va ser escrit pel guionista escocès Sergio Casci, que havia estat venut a Hammer Films. Hammer va oferir el guió per ser dirigit pel duo de cineastes Veronika Franz i Severin Fiala. Els dos van estar d'acord, tot i que van reescriure una part important del guió, inclòs el final, que Franz va considerar que "no  funcionava".

### Càsting
L'octubre de 2017, Riley Keough es va unir al repartiment de la pel·lícula en el paper principal de Grace. Abans que fos elegida, Franz i Fiala estaven considerant una altra actriu sense nom per al paper, però finalment van triar Keough. Franz va declarar: "L'altra actriu gairebé havia començat un diari sobre el trauma del personatge. Després vam conèixer la Riley, primer per Skype i després personalment. Ja ho sabeu, es tracta de conèixer algú i connectar-se. Aquest és el primer pas: pots confiar en aquesta persona?"
El febrer de 2018, Jaeden Martell, Richard Armitage i Lia McHugh es van unir al repartiment de la pel·lícula, i la producció començava aquell mateix dia. Per establir la química entre Martell i McHugh, retratant els germans, els directors Franz i Fiala els van portar a diverses excursions, incloses l'escalada en roca i el patinatge sobre gel, per ajudar a establir un vincle entre tots dos abans de començar el rodatge. Keough es va mantenir separada dels nens en reunions prèvies al rodatge per mantenir una distància amb ells per a la seva dinàmica a la pantalla. El pare de Keough, Danny, interpreta a Aaron Marshall, el líder del culte i pare del personatge de Keough, Grace.

### Rodatge

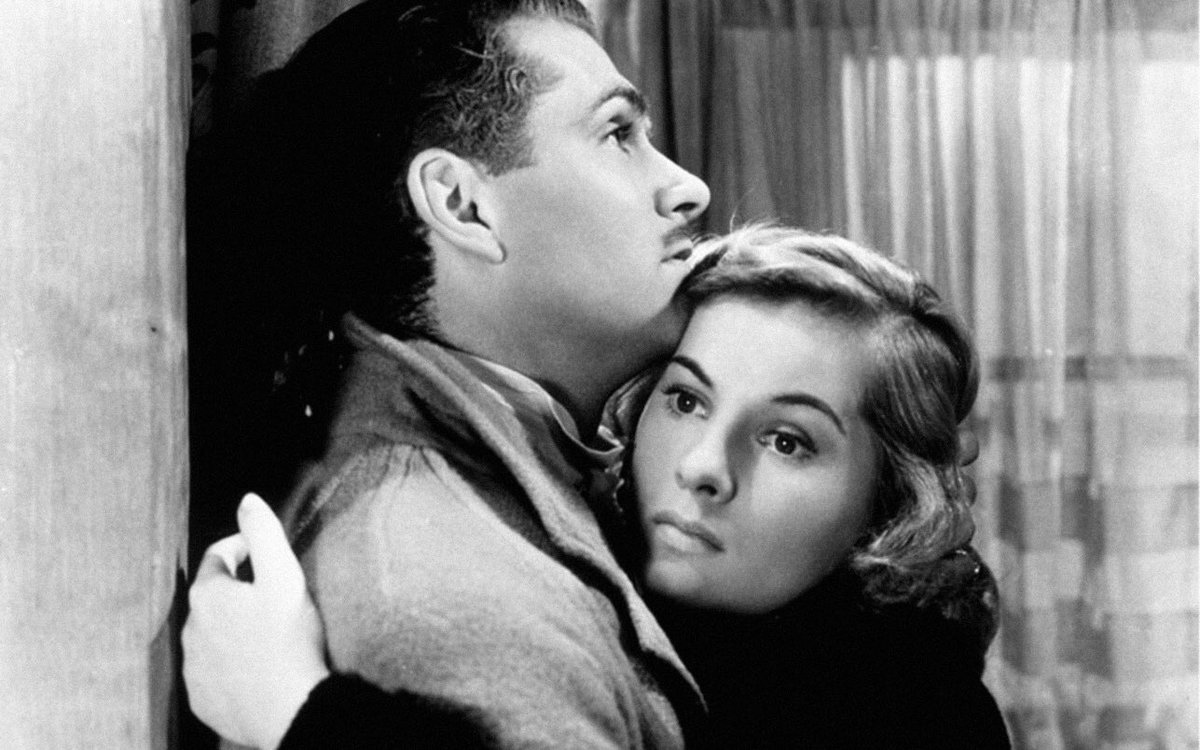
La pel·lícula va tenir influència temàtica i visual per Rebecca (1940), sobre una dona que sospita que la seva casa està perseguida per la primera dona morta del seu marit

El rodatge de The Lodge va tenir lloc als afores de Montreal l'hivern de 2018. L'alberg que apareix a la pel·lícula va ser situat en un complex de golf que estava tancat per la temporada d'hivern. La pel·lícula es va rodar en ordre cronològic. Fiala va explicar la decisió de rodar cronològicament: "[Riley] estava preocupada perquè el viatge que fa el seu personatge fos molt difícil, perquè ha d'aconseguir tots els punts d'una manera que encara és plausible. I per ajudar-la a caminar pel camí, vam rodar tota la pel·lícula en seqüència, no sols per ajudar-la, sinó per ajudar-nos, per tal de fer realment aquest viatge i veure cada pas que fem. Vam sentir que ajudaria a tots els actors, de fet, i podria beneficiar tant les seves actuacions que vam lluitar molt per això."
La pel·lícula va ser rodada pel director de fotografia Thimios Bakatakis, un col·laborador freqüent de Iorgos Lànthimos. Durant el rodatge dels interiors, Bakatakis, Franz i Fiala van triar deliberadament no enquadrar els trets a nivell de l'ull, sinó d'optar per angles posicionats des de dalt o per sota dels actors. Fiala va comentar que pretenien modelar la pel·lícula després d'una pel·lícula de casa embruixada, permetent al públic inicialment sospitar que la mare morta dels nens, Laura, pot estar de fet rondant la casa; en aquest sentit, es van inspirar específicament en la Rebecca (1940) d'Alfred Hitchcock, en què una dona arriba a creure que la seva casa està embruixada per la primera esposa morta del seu marit.

## Llançament
La pel·lícula es va estrenar al Festival de Cinema de Sundance el 25 de gener de 2019. Poc després, Neon va adquirir els drets de distribució de la pel·lícula, i va fer la seva estrena a la costa est a la secció After Hours al 28è Festival de Cinema de Filadèlfia. La pel·lícula estava programada originalment per a estrenar-se als Estats Units el 15 de novembre de 2019 però es va retardar fins al 7 de febrer. 2020, quan es va donar una estrena limitada a Los Angeles i Nova York. L'estrena en cinemes es va expandir a 320 sales als Estats Units el 21 de febrer de 2020.

### Taquilla
Durant la seva setmana d'estrena, The Lodge va recaptar 76.251 dòlars en sis sales dels Estats Units. El 14 de febrer, la setmana següent a la seva estrena inicial, la pel·lícula es va expandir a 21 sales i va tenir un cap de setmana brut de 158.047 $. La pel·lícula es va expandir a 322 sales el cap de setmana següent. Va concloure la seva estrena als Estats Units amb un total brut de 1.666.564 $ i un brut internacional de 1.015.220 $, la qual cosa suposa un brut mundial de 2.681.784 $.

### Resposta crítica

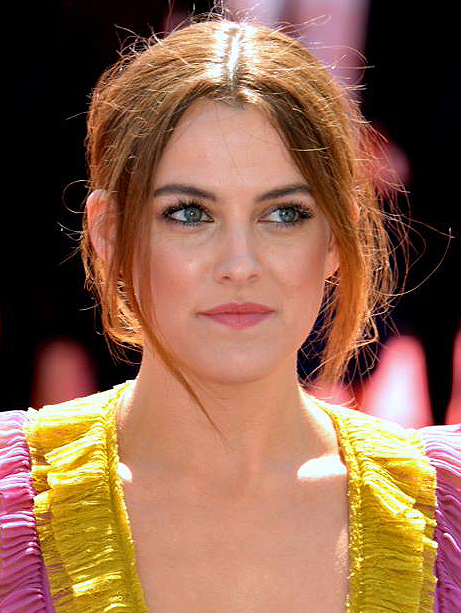
L'actuació de Keough va ser molt elogiada per la crítica.

Al lloc web de l'agregador de ressenyes Rotten Tomatoes, la pel·lícula té una puntuació d'aprovació deL 75 % basada en 182 ressenyes, amb una mitjana de 7/10. El consens dels crítics del lloc diu: "Liderat per una actuació impressionant de Riley Keough, The Lodge hauria de resultar una destinació adequadament inquietant per als aficionats a l'horror atmosfèric fosc." A Metacritic, la pel·lícula té una puntuació mitjana ponderada de 64 sobre 100, basada en 31 ressenyes, indicant "crítiques generalment favorables".
Dennis Harvey de Variety va escriure que "The Lodge es pot prendre millor en els mateixos termes que els giallo italians dels anys 60/principis dels 70, amb les seves manipulacions una mica aleatòries de la trama i la lògica dels personatges al servei dels xocs atmosfèrics que no sembla ser una intenció aquí, però la pel·lícula és sens dubte el millor per fomentar una sensació de por amb estil i orquestrar algunes seqüències individuals esgarrifoses." Brian Tallerico de RogerEbert.com es va fer ressò d'un sentiment similar, considerant que la pel·lícula és "una pel·lícula veritablement inquietant, el tipus de pel·lícula de terror que et fa tremolar a un nivell gairebé subconscient, fent-te més incòmode que anar per ensurts barats. No feu preguntes ni disseccioneu la credibilitat de la trama. Només has de comprobar-ho."
Jeannette Catsoulis de The New York Times va assenyalar que l'atmosfera de la pel·lícula era "tan hivernal en el to i l'ambientació que cap termòstat de la sala de cinema desterrarà el seu fred", però finalment sentia que "malgrat el seu estil visual i implacable. ambient tens, The Lodge té més èxit a l'hora de mantenir el malestar... que no pas de construir una narrativa convincent." Benjamin Lee, escrivint per The Guardian, va premiar la pel·lícula amb quatre de cinc estrelles, elogiant-la alternativament com "una bèstia consumada: punxant, empentant i burlant mentre llança possibles girs abans de decidir-se amb el més devastador de tots. No és una revelació del tot impredictible, però és una manera intel·ligent i desagradable de portar la pel·lícula a un lloc que és sorprenentment i desesperadament trist."
Diversos crítics van destacar l'actuació principal de Keough amb elogis, inclòs Michael Roffman de Consequence of Sound, que la va considerar "la millor de la seva carrera... gran part de l'actuació de Keough lluita amb el silenci amarg del retret, l'aïllament i l'abandonament. Keough prospera en aquests moments, amb tot tipus de llenguatge corporal ansiós. Està en les seves mirades. La manera com ella salta tímidament d'habitació en habitació. És un vaixell de tragèdia que és encara més tràgic en els seus intents viciosos de seguir-ho intentant." Justin Chang de Los Angeles Times va sentir que la pel·lícula palidia en comparació amb la pel·lícula anterior de Franz i Fiala, Ich seh Ich seh, però igualment va elogiar l'actuació de Keough com "l'actiu més fort de la pel·lícula... [Keough] pot agafar i aguantar la pantalla amb una força electrificant... [i] no és menys poderosa en els seus moments més tranquils i recessius."